# Malcolm Cacutalua
Malcolm Cacutalua (Troisdorf, 15 novembre 1994) è un calciatore tedesco, difensore svincolato.

## Caratteristiche tecniche
È un difensore centrale.

## Carriera
Ha giocato nella seconda divisione tedesca e nella prima divisione lituana.

## Palmarès

### Club

#### Competizioni nazionali
- Supercoppa di Lituania: 1

Panevėžys: 2024